# Dam tot Damloop 2008
De Dam tot Damloop 2008 werd gehouden op zondag 21 september 2008. Het was de 24e editie van deze loop. De hoofdafstand was 10 Engelse mijl (16,1 km). Er werd gestart vanaf de Prins Hendrikkade in het centrum van Amsterdam en via de IJ-tunnel gelopen naar centrum van Zaandam. 
Deze wedstrijd werd bij de mannen werd gewonnen door Keniaan Sammy Kitwara in 45.17. Hij had zeven seconden voorsprong op Ayele Abshiro uit Ethiopië. Bij de vrouwen maakte Peninah Arusei, eveneens uit Kenia, de dienst uit en won de wedstrijd in 51.22. De man-vrouw wedstrijd werd dit jaar gewonnen door de mannen.
Naast de hoofdafstand stonden er een 4 Engelse mijl en Mini Dam tot Damlopen op het programma. Alle onderdelen van het evenement bij elkaar trokken ruim 40.000 deelnemers (10 Engelse mijl:30.184, minilopen:4.750 en 4 Engelse mijl:5.347).

## Wedstrijd
Mannen
| rang   | naam                     | land | tijd  |
| ------ | ------------------------ | ---- | ----- |
| Goud   | Sammy Kitwara            | KEN  | 45.17 |
| Zilver | Ayele Abshero            | ETH  | 45.24 |
| Brons  | Bernard Kipyego          | KEN  | 46.03 |
| 4      | Micah Kogo               | KEN  | 46.13 |
| 5      | Wilson Kipsang           | KEN  | 46.15 |
| 6      | Wesley Langat            | KEN  | 46.29 |
| 7      | John Kibowen             | KEN  | 46.39 |
| 8      | Nathan Naiabei           | KEN  | 46.54 |
| 9      | Yigeze Zembaba           | ETH  | 47.00 |
| 10     | Martin Lauret            | NED  | 47.12 |
| 11     | Adil Annani              | MAR  | 47.20 |
| 12     | Robert Cheboror          | KEN  | 47.25 |
| 13     | Sila Toek                | KEN  | 47.35 |
| 14     | Benjamin Limo            | KEN  | 47.56 |
| 15     | Larbi Zeroual            | FRA  | 48.18 |
| 16     | Jamal Baligha            | NED  | 48.55 |
| 17     | Michel Butter            | NED  | 49.17 |
| 18     | Marco Gielen             | NED  | 49.21 |
| 19     | Frank Bollen             | NED  | 49.27 |
| 20     | Lander Van Droogenbroeck | BEL  | 49.35 |

Vrouwen
| rang   | naam                 | land | tijd  |
| ------ | -------------------- | ---- | ----- |
| Goud   | Peninah Arusei       | KEN  | 51.22 |
| Zilver | Mestewat Tufa        | ETH  | 51.36 |
| Brons  | Ayanu Workitu        | ETH  | 53.17 |
| 4      | Constantina Diță     | ROU  | 53.23 |
| 5      | Tirework Mekonnen    | ETH  | 53.37 |
| 6      | Pauline Wangui       | KEN  | 53.57 |
| 7      | Fikadu Amelework     | ETH  | 54.01 |
| 8      | Emily Chemutai       | KEN  | 55.11 |
| 9      | Bizunesh Urgesa      | ETH  | 55.28 |
| 10     | Flomena Chepchirchir | KEN  | 57.06 |
| 11     | Vincenza Sicari      | ITA  | 57.10 |
| 12     | Barbara Zutt         | NED  | 59.14 |
| 13     | Selma Borst          | NED  | 59.20 |
| 14     | Ingrid Prigge        | NED  | 59.20 |
| 15     | Inge de Jong         | NED  | 59.52 |

1985 ·
1986 ·
1987 ·
1988 ·
1989 ·
1990 ·
1991 ·
1992 ·
1993 ·
1994 ·
1995 ·
1996 ·
1997 ·
1998 ·
1999 ·
2000 ·
2001 ·
2002 ·
2003 ·
2004 ·
2005 ·
2006 ·
2007 ·
2008 ·
2009 ·
2010 ·
2011 ·
2012 ·
2013 ·
2014 ·
2015 ·
2016 ·
2017 ·
2018 ·
2019